# Буковець (гміна Бруйце)
Буковець (пол. Bukowiec) — село в Польщі, у гміні Бруйці Лодзький-Східного повіту Лодзинського воєводства.
Населення — 1844 особи (2011).
У 1975—1998 роках село належало до Лодзинського воєводства.

## Демографія
Демографічна структура станом на 31 березня 2011 року:
|          | Загалом | Допрацездатний вік | Працездатний вік | Постпрацездатний вік |
| -------- | ------- | ------------------ | ---------------- | -------------------- |
| Чоловіки | 915     | 207                | 644              | 64                   |
| Жінки    | 929     | 224                | 570              | 135                  |
| Разом    | 1844    | 431                | 1214             | 199                  |